# Жемчужина (футбольный клуб, Ялта)
«Жемчу́жина» — профессиональный футбольный клуб из Ялты. Основан в 2010 году. В сезоне 2012/13 годов выступал в группе «Б» второй лиги чемпионата Украины. В 2014 году после аннексии Крыма Россией зарегистрирован как российское юридическое лицо. В сезоне 2014/15 был включён в состав Первенства Профессиональной футбольной лиги России, зона «Юг». Цвета клуба — бело-оранжевые.

## История

### Создание
В ноябре 2010 года после ликвидации команды «Феникс-Ильичёвец» (Калинино) стало известно, что её место в Первой лиге Украины займёт новосозданная ялтинская «Жемчужина». О создании «Жемчужины» объявил главный тренер «Феникса» Иван Марущак.
Свою первую игру в истории «Жемчужина» провела 25 декабря 2010 против «Александрии», товарищеская встреча закончилась победой ялтинцев — 3:0. Голы забивали Александр Ткачук и дважды Дмитрий Колодин. Зимой 2011 года «Жемчужина» провела учебно-тренировочные сборы и приняла участие в Кубке городского головы Евпатории. Должность генерального директора и главного тренера команды должен был взять на себя Иван Марущак, а его помощниками должны были стать Александр Зотов и Альберт Шахов. Также была информация о том, что спортивным директором клуба будет Олег Саленко. Саленко также сообщил, что финансировать клуб должны были бизнесмены из России.
В итоге клуб «Жемчужина» не смогла получить аттестат на право участия в Первой лиге из-за лицензионных норм УЕФА и ФФУ. По этим нормам запрещается передавать аттестат на право участия в турнире от одного юридического лица к другому, поэтому доигрывать сезон должен был «Феникс-Ильичёвец». Инвесторы «Жемчужины» гарантировали стабильное финансирование только при условии переезда клуба в Ялту.
17 марта 2011 на официальном сайте Профессиональной футбольной лиги появилось сообщение, которое подтверждало ликвидацию клуба «Феникс-Ильичёвец» и исключение его из соревнований. Ялтинская «Жемчужина» решила пройти процедуру аттестации за право принять участие во Второй лиге Украины сезона 2011/12. Однако в сезоне 2011/12 команда не выступала.
В начале января 2012 года был проведён селекционный сбор в Киеве, где были отобраны игроки для команды. Затем команда провела сборы в Евпатории и Ялте. Главный тренер команды Иван Марущак собрал команду, состоящую из свободных агентов. 29 января 2012 года команда в новом составе провела товарищеский матч с дублем донецкого «Шахтёра», игра вызвала ажиотаж в Ялте и трибуны стадиона «Авангард» были практически полностью заполнены. Игра закончилась победой «Жемчужины» со счётом (3:0).
В 2012 году команда принимала участие в чемпионате и Кубке Крыма. Также участвовала в любительском чемпионате Украины. На этом турнире «Жемчужина» сыграла 6 матчей, один раз выиграв и один раз сыграв вничью, все остальные проиграв. С соревнований клуб снялся 25 июня 2012 года в связи с обретением профессионального статуса. В чемпионате Крыма «Жемчужина» продолжит выступать и дальше, но участвовать в нём будет дублирующий состав.

### Сезон 2012/13
В сезоне 2012/13 команда выступила в группе «Б» второй лиги чемпионата Украины. Летом 2012 года «Жемчужина» провела сборы в Яремче. Одной из проблем клуба являлось отсутствие тренировочной базы для команды, для тренировок команде приходится ездить в Куйбышево на базу спорткомплекса «Инкомспорт». «Жемчужина» играет в форме компании Adidas.
Первый матч на профессиональном уровне «Жемчужина» сыграла 14 июля 2012 года против свердловского «Шахтёра» (0:1), победу клубу принёс Дмитрий Гололобов на 42 минуте. 21 июля 2012 года «Жемчужина» провела свою первую игру во Второй лиге на домашнем стадионе «Авангард». Матч против «Горняка» из Кривого Рога закончился поражением ялтинцев со счётом 0:1. После первой выездной победы «Жемчужина» не выигрывала на протяжении 8 туров. Безвыигрышная серия закончилась 9 сентября 2012 года в домашнем матче против донецкого «Шахтёра-3» (1:0), единственный мяч хозяев забил Сергей Дячук в конце игры в добавленное время.
В августе 2012 года появилась информация о том, что в клубе сложилась негативная финансовая обстановка. 3 августа 2012 года «Жемчужина» проводила домашний матч против «Полтавы-2-Карловки» (0:2) в Симферополе на стадионе «Фиолент». Эту игру посетил президент Профессиональной футбольной лиги Украины Милетий Бальчос. Во время своего визита он обсуждал с руководством «Жемчужины» финансовые проблемы и вопросы приведения стадиона «Авангард» в соответствие с регламентными нормами и выплату заявочного взноса до 20 августа 2012 года. В итоге за неуплату заявочного взноса с клуба были сняты 3 очка согласно решению дисциплинарного комитета № 1 от 19 июля 2012 года.
19 сентября 2012 года игроки «Жемчужины» не вышли на домашний матч с днепродзержинской «Сталью» в знак протеста против невыплаты заработной платы за два месяца. Спортивный директор клуба Александр Яцун, пообещал выплатил зарплату до 20 сентября. В результате бойкота игры, команде было засчитано техническое поражение. Также над «Жемчужиной» нависла угроза исключения из первенства, в случае если команда не выйдет на ещё один матч Второй лиги.
В Кубке Украины команда дошла до 1/16 финала. Вначале в 1/64 финала «Жемчужина» обыграла одесский СКА со счётом (0:2), благодаря голам Владимира Королькова (с пенальти) и Дмитрия Колодина. Вратарь «Жемчужины» Денис Бобров на 67 минуте отразил пенальти Богдана Поляхова и оставил свои ворота «сухими». В следующем раунде «Жемчужина» обыграла другую команду из Крыма — армянский «Титан» из Первой лиги Украины. Основное время встречи закончилось со счётом 2:2. В серии пенальти вратарь Денис Бобров отразил два удара армянцев — 4:2. В 1/16 финала «Жемчужина» в соперники достался днепропетровский «Днепр» (0:1). Единственный гол в матче забил Никола Калинич на 15 минуте. Матч с представителем Премьер-лиги вызвал ажиотаж на стадионе «Авангард», на игру «Жемчужины» впервые продавали билеты, до этого вход был бесплатный.
В летнее межсезонье Комитет ПФЛ по аттестации футбольных клубов принял решение отозвать аттестат «Жемчужины» на право участия в соревнованиях среди команд клубов второй лиги сезона 2013/2014 годов. Апелляционный комитет ФФУ не удовлетворил жалобу ФК «Жемчужина» на решение Комитета по аттестации и 26 июня 2013 года клуб официально утратил статус профессионального и был исключён из ПФЛ. Команда была распущена.

### 2013—2014 (Украина)
Вновь «Жемчужина» собралась в ноябре того же года. 19 ноября 2013 года в рамках учебно-тренировочного сбора ялтинские футболисты провели контрольный поединок с представителем Премьер-лиги луцкой «Волынью» и проиграли 1:5. Примерно в то же время руководство команды подало в ПФЛ заявку на участие во второй лиге в сезоне 2014/15. В начале 2014 года ялтинцы, находящиеся в стадии получения аттестации на участие в чемпионате Украины, проводили сборы и спарринги в рамках подготовки к старту в Кубке Крыма, чемпионате полуострова, а также первенству Украины среди любителей. В этот период команда сыграла с мариупольским «Ильичёвцем» (1:2), а также становилась победителем традиционного Мемориала Виктора Юрковского, разгромив всех своих соперников с общим счётом 17:2.

### Матч дружбы
В феврале — марте 2014 года произошло аннексия Крыма Россией, после которого было объявлено, что 4 апреля в столице Чеченской Республики состоится футбольный матч дружбы между ялтинской «Жемчужиной» и грозненским «Тереком». По этому поводу в ялтинском клубе заявили:
Мы понимаем, что участие СК «Жемчужина» в данном событии возлагает на клуб большую ответственность. И мы готовы с честью представить спортивное лицо самого молодого субъекта Российской Федерации — Республики Крым.
4 апреля «Жемчужина» и «Терек-2» вышли на поле стадиона имени Султана Билимханова. Матч завершился результативной ничьей 2:2. За «Жемчужину» забивали Александр Папуш и Григорий Четверик. За ходом поединка наблюдал Рамзан Кадыров. После матча глава Чеченской Республики у себя в Instagram написал:
Дорогие друзья! Состоялся матч между футбольными командами Терек-2 и Жемчужина (Ялта). Трибуны были переполнены. Это тот случай, когда мы болели, конечно, за Терек-2, но также поддерживали и наших дорогих гостей! Мы говорим, добро пожаловать! Победили крепкая дружба и футбол! Счёт 2:2 в пользу Терека-2 и Жемчужины, Чечни и Ялты!!!!)))) Крым Был, Есть и Всегда Будет Российским!.
После возвращения из Грозного команда стартовала в новом розыгрыше чемпионата Крыма. В этом турнире «Жемчужина» сыграла первый круг. С 26 набранными очками и разницей забитых и пропущенных мячей +39 ялтинцы стали летними чемпионами Крыма 2014 года. «Жемчужина» не проиграла ни одного поединка и забила больше всех — 49 голов в 10 матчах.
8 июня на поле стадиона «Авангард» в Ялте состоялся ответный матч дружбы. За ходом матча наблюдали исполняющий обязанности главы Крыма, глава парламента Чеченской Республики, глава города Грозный, и. о. мэра Ялты, министр спорта РК и другие высокие гости. Второй матч с грозненским «Тереком» также завершился в ничью (1:1). Гол в ворота «Терека» вновь забил Александр Папуш, за несколько минут до финального свистка равновесие восстановил Зелим Майсултанов.

### Новая регистрация
3 июня 2014 года президент РФС Николай Толстых сообщил, что желание стать членами союза изъявили пять крымских клубов. С учётом рекомендаций ФИФА и УЕФА для избежания юридических проблем в крымских городах были организованы новые российские юридические лица, которые никогда не были под юрисдикцией ФФУ. Среди этих юридических лиц была и «Жемчужина» (Ялта). На следующий день спортивный директор команды Александр Яцун подтвердил эту информацию, сообщив что «Жемчужина» собирается выступать в чемпионате России по футболу с сезона 2014/15. В августе 2014 года ялтинский клуб был включён в состав Первенства Профессиональной футбольной лиги России, зона «Юг».
Для старта в чемпионате России «Жемчужина» была укомплектована игроками с российскими паспортами. Среди них были и молодые футболисты, и опытные, имеющие опыт выступления за различные сборные России, в том числе и национальную. Часть футболистов, которые весной защищали цвета «Жемчужины» до принятия положительного решения вопроса о возможности крымчанам — гражданам Российской Федерации играть во второй лиге, стали выступать за «Жемчужину-2».

### Сезон 2014/15
12 августа 2014 года «Жемчужина» прошла процедуру заявки футболистов для участия в чемпионате России. За клуб было заявлено 16 человек, среди которых не было ни одного крымчанина. В этот же день ялтинцы провели первый официальный матч под эгидой РФС. В рамках 1/256 финала Кубка России в Сочи «Жемчужина» уступила местной одноимённой команде со счётом 0:2.
20 августа «Жемчужина» дебютировала в чемпионате России. В рамках третьего тура второй лиги зоны «Юг» ялтинцы встретились с новороссийским «Черноморцем». Матч, вновь состоявшийся на выезде, завершился поражением новичка российского чемпионата со счётом 0:4. В составе ялтинской команды в этом матче принимали участие: Плохих, Куликов, Пащенко, Кадеев (Пестряков, 51), Янковский, Кусов, Шикурин, Кумыков, Волобуев, Емельяненко (Евсеев, 46), Максимов; главный тренер — Вячеслав Жигайлов. Счёт в игре открыл ялтинец Константин Кадеев, став на 46-й минуте матча автором первого автогола «Жемчужины» в чемпионатах России. Автором же первого гола в чемпионате стал Алан Кусов, забивший в следующем туре гол в ворота команды «Витязь».
9 октября генеральный директор «Жемчужины» Вячеслав Бабей на общекомандном собрании сообщил о том, что более не в состоянии финансировать клуб из собственных средств, поэтому команда из Ялты не может выехать на ближайший матч в Сочи, и вообще продолжить свои выступления в первенстве России по футболу среди команд второго дивизиона.

## Стадион
Домашние матчи «Жемчужина» проводит на стадионе «Авангард» в Ялте. Вместимость стадиона составляет 3000 человек. Одна из проблем стадиона является плохое качество газона.